# Atletism la Jocurile Olimpice de vară din 1960 - Aruncarea discului (feminin)

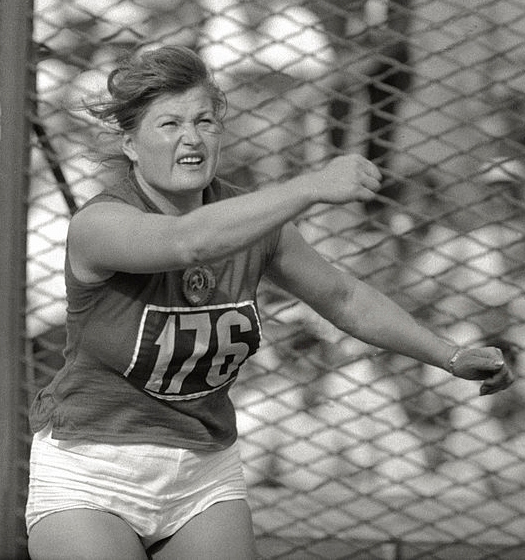
Nina Ponomariova a câștigat medalia de aur.

Proba feminină de aruncare a discului de la Jocurile Olimpice de vară din 1960 a avut loc în perioada 3-5 septembrie 1960 pe Stadionul Olimpic din Roma.

## Recorduri
Înaintea acestei competiții, recordurile mondiale și olimpice erau următoarele:
| Record  | Atletă              | Rezultat | Loc                        | Data              |
| ------- | ------------------- | -------- | -------------------------- | ----------------- |
| Mondial | Nina Dumbadze (URS) | 57,04 m  | Tbilisi, Uniunea Sovietică | 18 octombrie 1952 |
| Olimpic | Olga Fikotová (TCH) | 53,69 m  | Melbourne, Australia       | 23 noiembrie 1956 |

## Rezultate

### Calificări
S-a calificat în finală orice atletă care a reușit o aruncare de cel puțin 47,00 m respectiv cele mai bune 12 atlete.
| Loc | Atletă             | Țară                         | 1                 | 2                 | 3                 | Distanță          |
| --- | ------------------ | ---------------------------- | ----------------- | ----------------- | ----------------- | ----------------- |
| 1   | Nina Ponomariova   | Uniunea Sovietică            | 53,68 m           | –                 | –                 | 53,68 m           |
| 2   | Irene Schuch       | Echipa Unificată a Germaniei | 52,22 m           | –                 | –                 | 52,22 m           |
| 3   | Tamara Press       | Uniunea Sovietică            | 51,47 m           | –                 | –                 | 51,47 m           |
| 4   | Earlene Brown      | Statele Unite ale Americii   | 42,43 m           | 51,17 m           | –                 | 51,17 m           |
| 5   | Kriemhild Limberg  | Echipa Unificată a Germaniei | 50,86 m           | –                 | –                 | 50,86 m           |
| 6   | Jiřina Němcová     | Cehoslovacia                 | 49,86 m           | –                 | –                 | 49,86 m           |
| 7   | Evghenia Kusnețova | Uniunea Sovietică            | 49,36 m           | –                 | –                 | 49,36 m           |
| 8   | Štěpánka Mertová   | Cehoslovacia                 | 49,34 m           | –                 | –                 | 49,34 m           |
| 9   | Lia Manoliu        | România                      | 48,57 m           | –                 | –                 | 48,57 m           |
| 10  | Olga Connolly      | Statele Unite ale Americii   | x                 | 48,32 m           | –                 | 48,32 m           |
| 11  | Wivianne Bergh     | Suedia                       | x                 | 44,29 m           | 47,02 m           | 47,02 m           |
| 12  | Valerie Sloper     | Noua Zeelandă                | 46,91 m           | 45,79 m           | 42,80 m           | 46,91 m           |
| 13  | Kazimiera Rykowska | Polonia                      | x                 | 46,75 m           | x                 | 46,75 m           |
| 14  | Jennifer Thompson  | Noua Zeelandă                | 45,94 m           | 46,74 m           | 42,93 m           | 46,74 m           |
| 15  | Elivia Ricci       | Italia                       | 45,86 m           | x                 | 45,78 m           | 45,86 m           |
| 16  | Dorli Hofrichter   | Austria                      | 44,94 m           | x                 | 39,26 m           | 44,94 m           |
| 17  | Karen Inge Halkier | Danemarca                    | 41,06 m           | 42,02 m           | 43,99 m           | 43,99 m           |
| 18  | Hiroko Uchida      | Japonia                      | x                 | 43,78 m           | x                 | 43,78 m           |
| 19  | Pamela Kurrell     | Statele Unite ale Americii   | 43,23 m           | 40,35 m           | 42,34 m           | 43,23 m           |
| 20  | Paola Paternoster  | Italia                       | 43,11 m           | 41,36 m           | 42,20 m           | 43,11 m           |
| 21  | Suzanne Allday     | Marea Britanie               | x                 | x                 | 41,12 m           | 41,12 m           |
| 22  | Milena Čelesnik    | Iugoslavia                   | x                 | 30,84 m           | x                 | 30,84 m           |
| –   | Doris Müller       | Echipa Unificată a Germaniei | x                 | x                 | x                 | FR                |
| –   | Wu Jin-yun         | Republica Chineză            | x                 | x                 | x                 | FR                |
| –   | Judit Bognár       | Ungaria                      | Nu a luat startul | Nu a luat startul | Nu a luat startul | Nu a luat startul |

### Finala
| Loc | Atletă             | Țară                         | 1       | 2       | 3       | 4             | 5             | 6             | Distanță   |
| --- | ------------------ | ---------------------------- | ------- | ------- | ------- | ------------- | ------------- | ------------- | ---------- |
| 1   | Nina Ponomariova   | Uniunea Sovietică            | 44,48 m | 52,42 m | 53,39 m | 51,68 m       | 55,10 m RO    | 54,42 m       | 55,10 m RO |
| 2   | Tamara Press       | Uniunea Sovietică            | 51,64 m | 46,82 m | x       | 50,92 m       | x             | 52,59 m       | 52,59 m    |
| 3   | Lia Manoliu        | România                      | 52,36 m | x       | 46,29 m | 50,59 m       | 48,78 m       | 46,96 m       | 52,36 m    |
| 4   | Kriemhild Limberg  | Echipa Unificată a Germaniei | 51,47 m | x       | 45,30 m | 47,40 m       | 48,12 m       | 46,38 m       | 51,47 m    |
| 5   | Evghenia Kusnețova | Uniunea Sovietică            | 51,43 m | 51,39 m | 50,96 m | 49,69 m       | 50,62 m       | 51,25 m       | 51,43 m    |
| 6   | Earlene Brown      | Statele Unite ale Americii   | 51,29 m | 35,83 m | 47,29 m | x             | 35,20 m       | 45,80 m       | 51,29 m    |
| 7   | Olga Connolly      | Statele Unite ale Americii   | 50,95 m | 47,46 m | 48,82 m | Nu au avansat | Nu au avansat | Nu au avansat | 50,95 m    |
| 8   | Jiřina Němcová     | Cehoslovacia                 | 50,12 m | 48,62 m | x       | Nu au avansat | Nu au avansat | Nu au avansat | 50,12 m    |
| 9   | Irene Schuch       | Echipa Unificată a Germaniei | 49,86 m | 49,42 m | x       | Nu au avansat | Nu au avansat | Nu au avansat | 49,86 m    |
| 10  | Valerie Sloper     | Noua Zeelandă                | 45,26 m | x       | 48,81 m | Nu au avansat | Nu au avansat | Nu au avansat | 48,81 m    |
| 11  | Štěpánka Mertová   | Cehoslovacia                 | 48,28 m | 46,62 m | 38,51 m | Nu au avansat | Nu au avansat | Nu au avansat | 48,28 m    |
| 12  | Wivianne Bergh     | Suedia                       | 42,70 m | 43,76 m | 43,96 m | Nu au avansat | Nu au avansat | Nu au avansat | 43,96 m    |